# Sergio Ortega González
Sergio Ortega González (Torrelavega, Cantabria; 25 de noviembre de 1980), conocido simplemente como Sergio Ortega, es un exfutbolista español. Ocupaba la posición de defensa central y su último club fue el Bezana.

## Trayectoria
Sergio Ortega se formó en la cantera de la Gimnástica de Torrelavega, iniciando su carrera profesional en este equipo. En la campaña 2004/05 el central fichó por el Racing de Santander «B», donde permaneció dos temporadas hasta que el Numancia se fijó en él. Debutó en la Segunda División en la campaña 2006/07 con el conjunto numantino, convirtiéndose en poco tiempo en referencia en la zaga.[cita requerida]
La siguiente temporada conseguiría el ascenso a Primera División, siendo Ortega uno de los pilares básicos para la consecución de aquel éxito. En la máxima categoría disputó 20 partidos con el conjunto soriano, equipo que lo define como rápido, listo y con un golpeo de balón formidable.
Tras tres temporadas en el Numancia, el nuevo entrenador Gonzalo Arconada decide no contar con él para la nueva campaña y ficha por el Celta de Vigo de la Segunda División para la temporada 2009/10. Sin embargo, en el primer partido de liga, precisamente contra su exequipo el Numancia, sufrió una lesión de rodilla que le mantuvo apartado de los terrenos de juego gran parte de la temporada, y no se recuperó completamente hasta el inicio de la siguiente campaña. Mediada la temporada 2011/12, el Celta y el jugador llegaron a un acuerdo para la rescisión de su contrato.
Sergio Ortega se retiró de los terrenos de juego al finalizar la temporada 2012/13 con el C. D. Bezana del grupo cántabro de Tercera División.

## Clubes
| Club                      | País   | Años      |
| ------------------------- | ------ | --------- |
| Gimnástica de Torrelavega | España | 2002-2004 |
| Racing de Santander «B»   | España | 2004-2006 |
| C. D. Numancia            | España | 2006-2009 |
| Celta de Vigo             | España | 2009-2012 |
| C. D. Bezana              | España | 2012-2013 |